# Chiesa di San Giacomo Maggiore Apostolo (Val di Vizze)
La chiesa di San Giacomo Maggiore Apostolo (in tedesco Kirche St. Jakobus dem Älteren) è la parrocchiale patronale di San Giacomo (St. Jakob), frazione di Val di Vizze (Pfitsch), in provincia autonoma di Bolzano. Appartiene al decanato di Vipiteno della diocesi di Bolzano-Bressanone e risale al XIX secolo.

## Storia

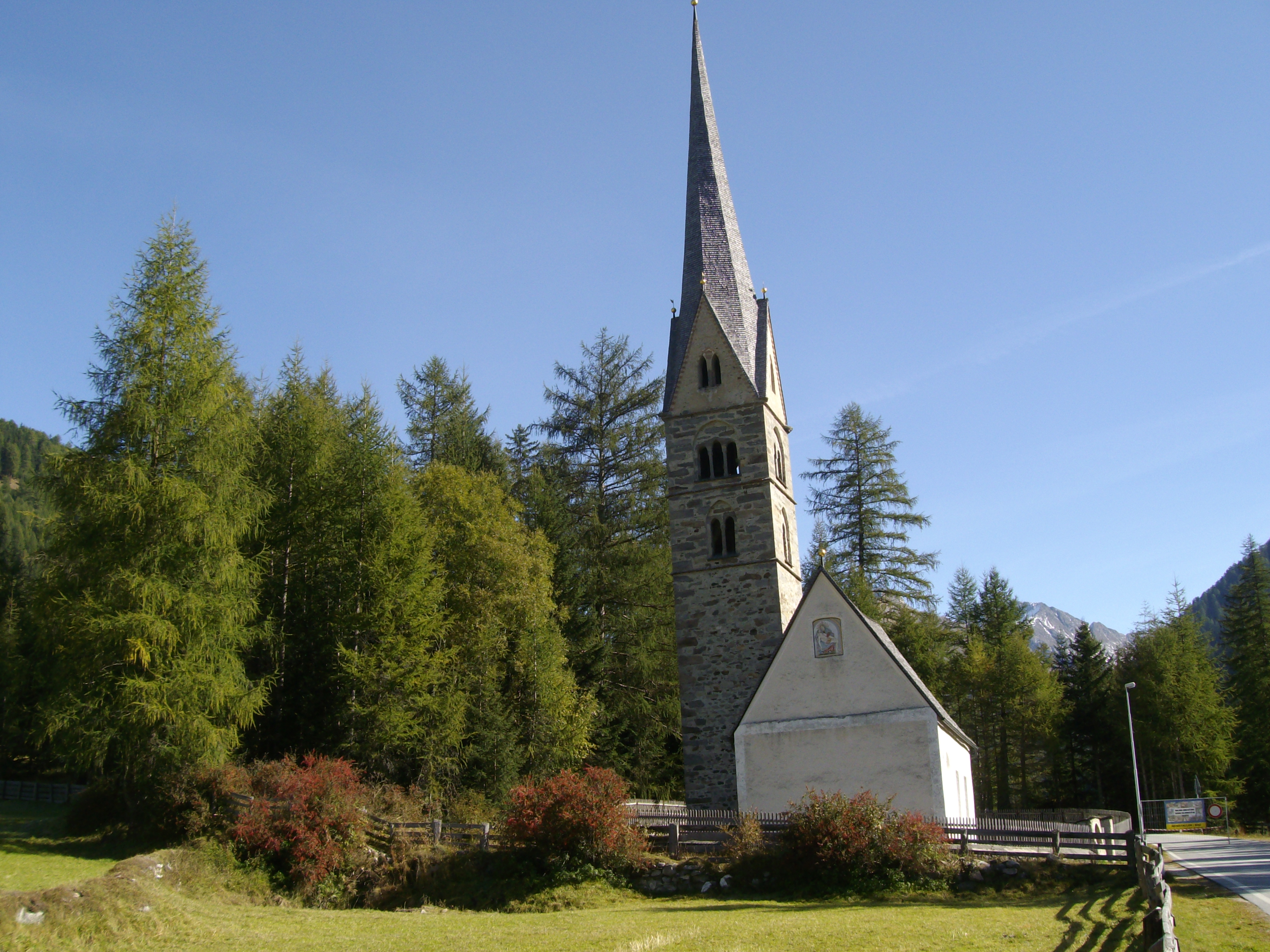
Antica chiesa parrocchiale di San Giacomo sino all'inizio XIX secolo.

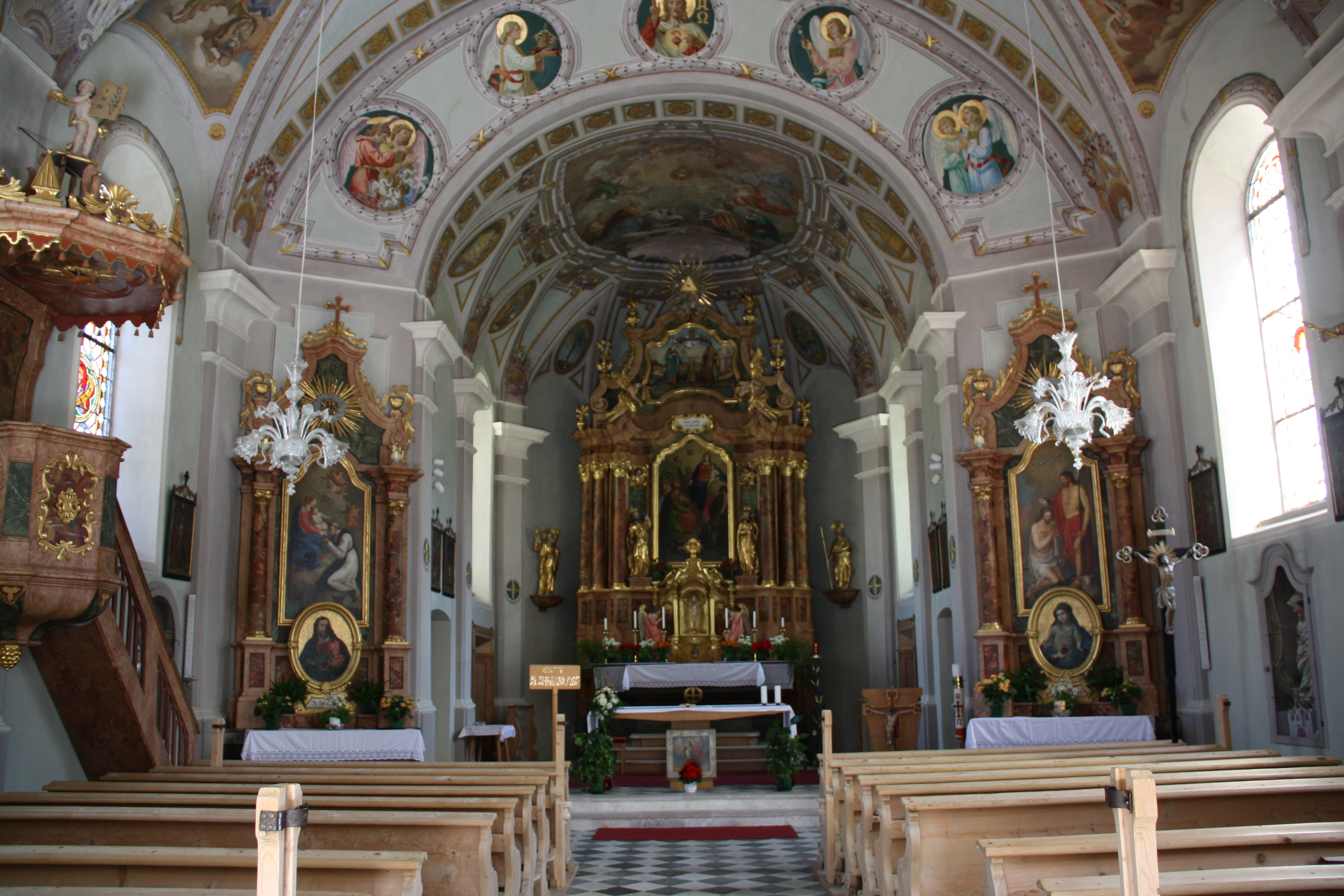
Interno della navata.

Il luogo di culto venne edificato in quattro anni, tra il 1821 e il 1824 dall'architetto Jakob Prantl.
In precedenza la chiesa parrocchiale era l'antica chiesa con identica dedicazione ancora presente e situata leggermente decentrata, a est, rispetto al centro dell'abitato.

## Descrizione

### Esterno
La chiesa si trova nella parte centrale dell'abitato San Giacomo, accanto al cimitero della comunità. Il prospetto principale è estremamente semplice, a capanna, con un piccolo portale di accesso e una grande croce lignea posta sulla parte sinistra della facciata. La torre campanaria, che si alza in posizione arretrata sulla parte destra, culmina con una cupola con lanterna.

### Interno
La navata interna è unica e ricca di decorazioni in oro e policrome. Gli affreschi nella volta del soffitto sono del pittore Josef Renzler di San Sebato e raffigurano l'Adorazione del Santissimo Sacramento e la Decapitazione dell'apostolo Giacomo.